# Снежная королева (сеть магазинов)
«Снежная королева» — российская сеть магазинов одежды. Имеет 133 магазина верхней одежды из меха — наибольшее количество среди российских сетей магазинов.

## История
Компания была основана в 1998 году Вугаром Исаевым и Денисом Кулиевым. Открытие первого магазина состоялось в Москве. В 2002—2003 годах были открыты также магазины в Санкт-Петербурге и Красноярске.
В 2004 году, после окончательного расхождения с компаньоном на почве дальнейших планов развития бизнеса, Вугар Исаев выкупил свою долю и с тех пор является президентом и единственным владельцем компании. В итоге «Снежная Королева» стала продавать одежду casual. К 2007 году, после смены формата магазина Вугаром Исаевым, «Снежная Королева» стала владеть 23 магазинами в 14 городах, контролируя около 10-12 % общероссийского рынка и 40 % — московского, причем половина ассортимента верхней одежды была под собственной торговой маркой. В рамках переформатирования торговой сети, «Снежная королева» сменила и лицо рекламной кампании. В 2007 году им стала Кристина Орбакайте, заменив Тину Канделаки, и в первый день появления билбордов с певицей в магазинах продали 16 таких же курток, как та, в которой её запечатлели на фотографии. В 2011 году Орбакайте заменили Арина Шарапова, Алексей Ягудин, Юлия Ковальчук и Мария Кожевникова.
В 2013 году «Снежная королева» запустила интернет-магазин на базе платформы E-commerce service, на который по итогам года пришлось продаж на 40 млн руб, что составило или 0,24 % от общего оборота.
В 2016 году «Снежная королева» запустила одноимённый бренд, изделия которого отшивают на российских фабриках из различных видов натурального меха. До этого 80 % меховых изделий собственной торговой марки компания отшивала производила в КНР и других странах Азиатско-Тихоокеанского региона, а оставшиеся 20 % — в Италии, Греции и Германии.

## Деятельность и финансовые показатели
Изначально основной деятельностью компании была продажа верхней одежды из натурального меха, однако с 2004 года «Снежная Королева» стала работать и с одеждой в стиле casual. К 2006 году ассортимент магазинов был расширен за счёт добавления сегмента повседневной мужской и женской одежды из текстиля и трикотажа, в том числе и таких мировых брендов, как Levi’s, Calvin Klein, Tommy Hilfiger и других. По данным издания «Retailer» на 2013 год, на изделия из кожи и меха в «Снежной Королеве» приходится 40-45 % ассортимента.
В 2005 году по данным издания «Деловой Петербург», «Снежная Королева» считалась самой крупной в мире сетью со специализацией на мехе и коже, а в 2013 году оборот компании оценивался в 18 млрд руб.
В 2011 году «Снежная королева» получила премию «Марка № 1 в России» в категории «Сеть мультибрендовых магазинов модной одежды».
С 2016 года «Снежная королева» выпускает собственный бренд изделий, которые шьются на российских фабриках из отечественного меха и внедрила технологию Big Data, которая позволила сформировать целевую аудиторию для бренда на основе анализа и прогнозов предпочтений и регулярных трат.
К 2017 году сеть «Снежная Королева» открыла более 100 магазинов в Москве, Санкт-Петербурге и ряде региональных центров: Екатеринбурге, Иркутске, Казани, Кемерово, Красноярске, Магнитогорске, Набережных Челнах, Новосибирске, Омске, Перми, Ростове-на-Дону, Самаре, Сургуте, Тюмени, Челябинске и других.

## Собственники и руководство
Президентом и единственным (с 2004 года) владельцем компании является Вугар Исаев (руководитель Ассоциации торговых компаний и импортёров одежды из меха, кожи и текстиля, член президиума АКОРТ).

## Конкуренция
По данным 2016 года рынок меховых изделий в России в основном сконцентрирован в двух городах — Санкт-Петербурге и Московском регионе. И если в Москве на долю крупных торговых сетей («Снежная королева», «То-То», «Мир кожи и меха», «Каляев») приходится около 5 % (остальное — ИП, малый и средний бизнес), то в Петербурге торговые сети занимают до 75 %. В регионах свыше 90 % торговцев мехами — это малый бизнес, индивидуальные предприниматели.
Одним из главных конкурентов «Снежной королевы» является «Мир кожи и меха», отличительной особенностью которого является продажа исключительно верхней одежды, в то время как компания Вугара Исаева с 2006 года продает и одежду casual. По словам Вугара Мирзахановича, его конкуренту «формат поменять будет сложно» из-за специфического наименования компании.